# Pomerio Ducale

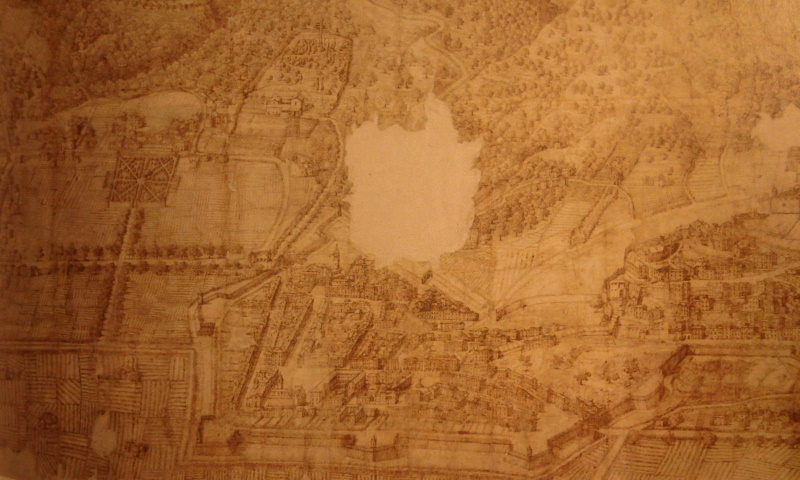
Veduta di Massa e del Pomerio come appariva prima del 1630

Il Pomerio Ducale di Massa, situato in via Palestro nel capoluogo toscano e quindi appena fuori dalle mura cinquecentesche era un giardino all'italiana realizzato dopo il 1558 dal principe Alberico I Cybo-Malaspina nel XVI secolo.

## Storia e descrizione
Collegato alla strada che portava verso Carrara da un viale alberato, era cinto da mura, di forma quadrata e ricco di agrumi, in gran parte trapiantati da altre proprietà ducali, in particolare da quella del Prado.
Alberico scelse di collocare il suo giardino al di fuori del perimetro murario che aveva da poco iniziato ad edificare e non presso il palazzo dove soggiornava: è improbabile questa scelte sia stata casuale. Massa si veniva ad assimilare, nella mentalità rinascimentale del dotto sovrano, in un nuovo piccolo mondo, ed un hortus conclusus posizionato ad occidente andava a richiamare il Giardino delle Esperidi, mitico luogo protetto da Atlante e dal serpente Ladone, luogo straordinario nel quale crescevano gli alberi dai pomi d'oro.
Prima di questa acquisizione il terreno, seppure molto fertile, era incolto, tanto che un'iscrizione, ora scomparsa, lo qualificava come Praedium rude. La trasformazione comportò la creazione di viali maggiori e minori secondo uno schema di rigorosa simmetria nel quale gli alberi piantati lungo queste direttrici avevano come scopo quello di far maggiormente spiccare la geometria del disegno. Agli angoli dei muri perimetrali furono realizzate alte nicchie per ospitarvi statue di divinità. Alberico I rese il Pomerio un locus amoenus e lo dotò di statue, ornamenti marmorei ed anche un piccolo serraglio con animali selvaggi secondo il gusto per l'esotico del periodo.
(S. Giampaoli, op.cit. p.81)
Il giardino però  non aveva le caratteristiche tipiche del giardino formale dell'epoca: non era infatti collegato ed unito alla residenza principesca in un unico complesso come suggerito dai canoni fissati da Leon Battista Alberti nel suo De Re Aedificatoria. Posto fuori dalle mura urbane, era luogo dove il sovrano poteva recarsi dopo breve passeggiate staccandosi dal contesto urbano. Come si apprende dai contratti il viridarium era lasciato alle cure di un giardiniere che poteva godere di gran parte della frutta e degli ortaggi, a patto di inviare quanto richiesto dalle esigenze della corte e del Principe. Questi, a sua volta, ha impegno di provvedere alla concimazione e a fornire paletti e chiodi per sistemare i cedri a spalliera. La presenza di tanti alberi di agrumi potrebbe andare a rafforzare l'idea che il Pomerio fosse una "visione" del giardino delle Esperidi con gli alberi ricchi di pomi d'oro.
Nel secolo seguente il successore e nipote di Alberico I, Carlo I Cybo-Malaspina lo arricchì di sculture, di nuove piantagioni e mise in opera nel 1655 un nuovo portale di ingresso, ancora oggi esistente e volgarmente detto Portale di Pasquino e della Pasquina per la presenza di due figure, una maschile ed una femminile, ai lati; sulla cima recava la scritta Carolus Ps Cybo / Malaspina Princeps / Auctu exinde maiori / Malora Tempe ingressit / MDCLV. Il disegno delle due figure poste sui montanti laterali è attribuito a Bartolomeo Ammannati. La prima figura maschile ha la barba ed è molto più anziana rispetto all'altra figura femminile assai più giovane. Le basi su cui poggiamo i due busti hanno una forma tronco-piramidale con la base quadrata rovesciata.
Poiché alcuni documenti affermano che nel 1797 il governo della Repubblica Cisalpina cancellò la scritta del portale di Camporimaldo Albericus Cybo / Malaspina Princeps / ex rudi predio / Amoenissimos hortos confecit MDLXXII pare probabile esistessero due portali, uno più antico voluto da Alberico nel 1572 effettivamente sulle mura del pomario e l'altro, quello oggi esistente, posteriore al 1640 fungente da antiporta.
Le vedute di Massa dell'epoca rimaste mostrano il giardino come un quadrato delimitato da mura e torrette con nicchie agli spigoli al cui interno i vialetti alberati si intersecano a quarantacinque gradi. Sono presenti due ingressi ad arco, uno verso monte e l'altro verso mare raggiungibili da strade anch'esse ordinatamente alberate.

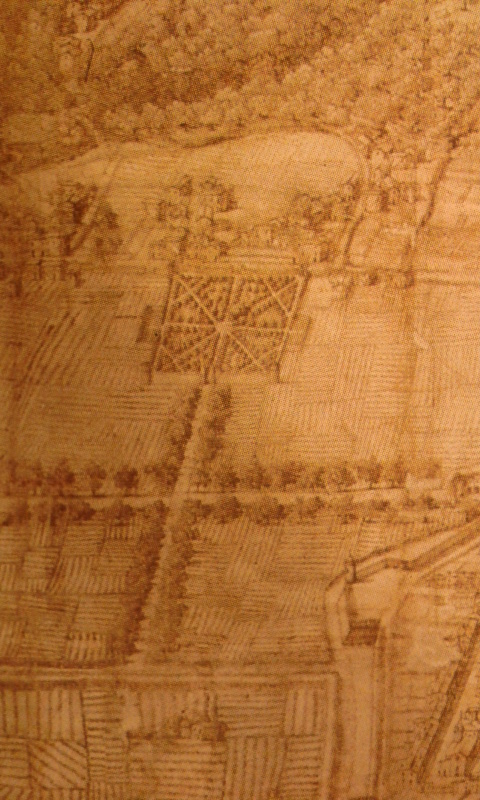
Veduta del Pomerio come appariva prima del 1630

Queste caratteristiche facevano rientrare il Pomerio nella tipologia dell’hortus conclusus medievale, che Pier Crescenzi nel suo trattato Opus ruralium commodorum descrive come spazio di forma quadrata o rettangolare diviso da viali rettilinei, delimitato da mura di una certa altezza che racchiudono alberi da frutto e altre colture pregiate. Questa tipologia ha le sue origini intorno al Trecento, quindi due secoli prima del Pomario, ma ciò si spiega con un generale ritardo culturale della corte malaspiniana e cybea. Contemporaneo è il Giardino dei Semplici, ovvero gli orti botanici dove venivano coltivate le piante medicinali (medicamentum simplex) con cui però il Pomerio non ha pressoché nessun punto di contatto.
Non si dispone di alcuna notizia neppure delle statue che dovevano ornare il giardino, né delle nicchie ricavate nei lati e nei vertici dell'alto muro quadrangolare, alcune delle quali si intravedono con difficoltà nel disegno seicentesco dell'Archivio di Stato di Massa. Non sono rimaste vedute o descrizioni dettagliate dell'apparato scultoreo, se non descrizioni vaghe: un panegirista dell'epoca scrisse che "il giardino adorno di molte statue di marmo così belle che chi le mira vi aggiunge beltade perché quasi da statue di Medusa guardato impietrisce e diventa poco meno che una statua per lo stupore accompagnato con il diletto che amabile lo trattiene fra quegli amabilissimi trattenimenti" mentre il parmigiano Carlo Emanuele Fontana, a fine XVII secolo riportò che "Massa è città imperiale, e vaga per le strade e molto più per la gran piazza che si gode davanti al palazzo ducale, che veramente è notevole: nobile altresì, vago e ricco di marmi è il sontuoso giardino, che poco distante dalla città si vede." Tenuto conto del periodo e dello scopo del pomerio è probabile contenesse statue di appartenenti alla mitologia greco-romana, ma non si può escludere del tutto che fossero rappresentati soggetti maggiormente legate alla cultura ermetica cinquecentesca come nella Grotta del Buontalenti nel Giardino di Boboli, di pochi anni posteriore.
L'analisi effettuata per mezzo di una scansione elettronica ad alta definizione del seicentesco disegno anonimo di "Ponte e Colle" conservato presso l'Archivio di Stato di Massa, ha fornito alcune interessanti indicazioni. Nella nicchia verso la Liguria si intravede una figura che sembra essere seduta ed avere lo sguardo rivolto verso Carrara. In quella lato Toscana sembrano esservi due figure, una delle quali inginocchiata ai piedi dell'altra con le braccia tese verso la figura che sembra essere in piedi o forse seduta.
Oggi gran parte dell'antico hortus è occupata da palazzi realizzati negli anni cinquanta e sessanta del Novecento che hanno cancellato ogni cosa. Si conserva ancora l'antico portale architettonico d'ingresso, realizzato interamente in marmo di Carrara bianco, insieme ai muri del perimetro.